# سلسله شبه‌همگاه رقمی

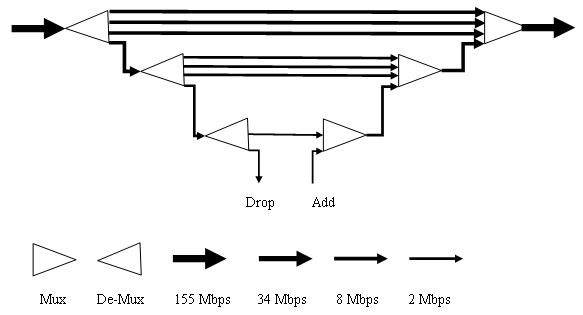
درپی‌دی‌اچ برای استخراج سیگنال های سطح پایین، باید جریان داده را از بالاترین سطح تا سطح سیگنال مورد نظر بازگشایی نمود

تکنولوژیسلسله مراتب دیجیتال شبه همزمان، روشی برای انتقال مقادیر زیاد داده در شبکه های مخابراتی و در بستر تجهیزات انتقال دیجیتال می باشد. ویژگی اصلی PDH شبه همزمان بودن آن است؛ به این معنی که بخش های مختلف شبکه دقیقاً هم زمان نیستند و به دلیل این نا هم زمانی، برای استخراج سیگنال های سطح پایین، باید جریان داده را از بالاترین سطح تا سطح سیگنال مورد نظر بازگشایی نمود که این امر موجب پیچیدگی تجهیزات شبکه می گردد.
واسط های الکتریکی در PDH تنها دارای استاندارد های منطقه ای می باشند. در استاندارد اروپایی، E1 با نرخ بیت 2.048 مگابیت بر ثانیه و در استاندارد  آمریکایی-ژاپنی، T1 با نرخ بیت 1.544 مگابیت بر ثانیه، نرخ داده پایه بوده و نرخ های داده دیگر مضاربی از نرخ پایه هستند. ادغام سیگنال ها در PDH به صورت بیت به بیت و با استفاده از تکنیک مالتی پلکسینگ تقسیم زمانی یا TDM صورت می پذیرد. سیگنال E1 شامل 32 کانال 64 کیلو بیت بر ثانیه ای می باشد که 30 کانال آن ترافیک صوت مشترکین و 2 کانال دیگر اطلاعات سیگنالینگ را منتقل می کند.
PDH هیچ استانداردی برای واسط های نوری ندارد و سازندگان براساس نظر خودشان به ساخت تجهیزات نوری می پردازند. PDH از نظر مدیریت عملیات و نگهداری و مدیریت شبکه بسیار ضعیف است. امروزه PDH به تدریج در حال تبدیل به SDH است. واحدهای ساختاری SDH از سیگنال های E1 و T1 پشتیبانی می کند.